# 지식 표현
지식 표현(Knowledge Representation, KR)이란 세계에 대한 정보를 컴퓨터 시스템이 사용할 수 있도록 가공 및 표현하기 위한 연구로, 인공지능(AI) 연구에 있어서 중요하다. Knowledge Representation and Reasoning (KR², KR&R)이라고도 한다. 철학, 논리학, 수학, 컴퓨터 과학, 언어학 등 다양한 측면에서 연구되는 학제간 연구 분야이다.

## 같이 보기
- 인공 지능
- 정보과학